# Willem van Beek
W. J. F. M. (Willem) van Beek (* 1. September 1951 in Made en Drimmelen) ist ein niederländischer Politiker des Christen-Democratisch Appèl (CDA).

## Werdegang
Van Beek war Beigeordneter (wethouder) und stellvertretender Bürgermeister der Gemeinde Drimmelen (Nordbrabant). Am 1. Oktober 1992 wurde er zum Bürgermeister der Gemeinde Jacobswoude ernannt. Set dem 1. April 2003 ist er Bürgermeister von Edam-Volendam.
| Personendaten    | Personendaten                    |
| ---------------- | -------------------------------- |
| NAME             | Beek, Willem van                 |
| ALTERNATIVNAMEN  | Beek, W. J. F. M. van            |
| KURZBESCHREIBUNG | niederländischer Politiker (CDA) |
| GEBURTSDATUM     | 1. September 1951                |
| GEBURTSORT       | Made en Drimmelen                |